# 马尔科·罗德里格斯
馬爾科·安東尼奧·羅德里格斯（西班牙語： Marco Antonio Rodríguez，1973年11月10日—），墨西哥足球裁判，是2006年世界杯的球證之一。
洛迪古斯於1999年開始成為球證，並在同年執法第一場國際賽事。此後參加了美洲金盃、世界杯外圍賽以及美洲國家盃等球賽的執法。2006年，洛迪古斯與共同成為兩位在當年世界杯執法的墨西哥裁判。

## 外部連結
- FIFA profile 簡介 （页面存档备份，存于）